# Dương Siêu Việt
Dương Siêu Việt (tiếng Trung: 杨超越; bính âm: Yáng Chāoyuè, sinh ngày 31 tháng 7 năm 1998) là một nữ ca sỹ nhạc pop và diễn viên người Trung Quốc, sinh ra tại Đại Phong, Diêm Thành, Giang Tô. Cô xuất hiện lần đầu tiên khi tham gia chương trình sống còn Sáng Tạo 101 của Đằng Tấn (Tencent Video) với tư cách thành viên của nhóm CH2 (công ty Văn Hóa Văn Lan - Wenlan Culture), sau đó ngày 23 tháng 6 năm 2018 chính thức trở thành thành viên nhóm nhạc dự án Hỏa tiễn Thiếu nữ 101 với thời gian hoạt động 2 năm .

## Tiểu sử
Dương Siêu Việt sinh ngày 31 tháng 7 năm 1998 trong một gia đình nông thôn ở một vùng quê ở Đại Phong, Diêm Thành, Giang Tô. Từ nhỏ, cha mẹ ly hôn, Siêu Việt sống với cha, sau khi hoàn thành cấp học trung học cơ sở, cô đi làm thuê ở một xưởng may, nhân viên bưng bê trong quán cà phê để kiếm sống .

## Sự nghiệp
Năm 2016, Dương Siêu Việt bị thu hút bởi một quảng cáo tuyển dụng trị giá 2.000 nhân dân tệ bao gồm tiền ăn và chỗ ở tại Thượng Hải , và đăng ký tham gia Cuộc thi tuyển chọn thần tượng đại học quốc gia do Văn Lan Văn Hoá tổ chức. Sau đó, cô được ban tổ chức lựa chọn vào top 40 được thực tập một năm, một tháng đào tạo chuyên sâu . Tháng 11 năm 2016, Dương Siêu Việt tham gia tuyển chọn thành viên nhóm nữ do công ty Văn Hóa Văn Lan tổ chức, cuối cùng trở thành thực tập sinh. Sau đó cùng 7 cô gái khác thành lập nhóm "Cầu cầu bảo bối" tiến hành tập luyện .
Năm 2017, Dương Siêu Việt debut trở thành thành viên nhóm nhạc CH2, tham gia chụp hình một số web game, thực hiện các chương trình livestream, đồng thời cũng phát hành một số ca khúc .

### 2018-2019: Ra mắt và hoạt động cùng Hỏa tiễn Thiếu nữ 101
Năm 2018, Dương Siêu Việt cùng hai thành viên trong nhóm CH2 đại diện cho Văn Hóa Văn Lan tham gia chương trình sống còn Sáng Tạo 101 của Đằng Tấn. Trong đêm chung kết của chương trình diễn ra vào ngày 23 tháng 6 năm 2018, cô đứng vị trí số 3 với 138.560.781 lượt bình chọn, đồng thời trở thành thành viên thứ 3 trong đội hình debut của nhóm nhạc dự án Hỏa tiễn Thiếu nữ 101 với thời gian hoạt động 2 năm. Tuy nhiên, Dương Siêu Việt cũng là thí sinh gây tranh cãi nhiều nhất khi góp mặt trong số những cái tên được debut và còn dành được vị trí số 3.
Ngày 12 tháng 7, chương trình thực tế Rocket Girl 101 Institute của Hỏa tiễn Thiếu nữ 101 được phát sóng trên kênh Tencent Video .
Ngày 2 tháng 10, được mời tham dự Tuần lễ thời trang Paris bởi thương hiệu Miu Miu.
Ngày 15 tháng 12, đã giành được Giải thưởng nghệ sĩ biểu diễn thường niên " Ảnh hưởng đến Trung Quốc ", và xuất hiện trên trang bìa của số đặc biệt cuối năm của " China News Weekly ".
16 tháng 3 năm 2019, Dương Siêu Việt đã tham dự lễ bốc thăm của FIBA World Cup 2019 với tư cách là đại sứ chính thức tại Thâm Quyến .
Ngày 17 tháng 3, được chọn vị trí thứ nhất trong 100 gương mặt đẹp nhất tại LikeTCCAsia khu vực Trung Quốc.
Ngày 13 tháng 8, bộ phim truyền cảm hứng về thể thao " Cực hạn 17 " được phát sóng, phim được chọn là tác phẩm xuất sắc trong hoạt động bình chọn tác phẩm nghe nhìn trực tuyến hàng năm.
Vào ngày 20 tháng 8, lần đầu tiên được chọn trong "Danh sách những người nổi tiếng của Forbes Trung Quốc" do Forbes Trung Quốc phát hành, xếp hạng 58 .
Ngày 1 tháng 10, được thương hiệu Miu Miu chính thức mời tham dự Paris Fashion. Cho đến nay, Dương Siêu Việt là nghệ sĩ Trung Quốc được mời chính thức duy nhất của thương hiệu trong 2 năm liên tiếp.
Ngày 25 tháng 12, làm đại sứ quảng bá cho dự án phúc lợi công cộng mới "Kế hoạch sưởi ấm trái tim" của Tổ chức Phụ nữ và Trẻ em Chiết Giang.

### 2020 - nay: Hoạt động cá nhân
Ngày 23 tháng 6 năm 2020, hợp đồng của nhóm hạn định Rocket girl 101 hết hạn và chính thức bị giải thể .
Ngày 24, Dương Siêu Việt đã đổi tên Sina weibo thành tên thật, đổi chứng chỉ weibo thành "Diễn viên kiêm ca sĩ Dương Siêu Việt" và thành lập studio cá nhân 
Ngày 10 tháng 8, bộ phim truyền hình cổ trang huyền huyễn "Thả Thính Phượng Minh " được phát sóng.
Ngày 27 tháng 8, năm thứ hai liên tiếp được chọn vào Danh sách Người nổi tiếng Trung Quốc của Forbes , xếp hạng 80.
Tháng 10, Dương Siêu Việt được mời đến thăm đội đua thuyền quốc gia Trung Quốc. Tại cơ sở huấn luyện, trải nghiệm các cơ sở huấn luyện chuẩn bị cho Olympic của đội tuyển quốc gia và tự mình trải nghiệm môn chèo thuyền.
Ngày 24 tháng 11 tham dự sự kiện ra mắt "Trung tâm ươm tạo ngành công nghiệp văn hóa" tại Khu đô thị mới Lâm Cảng Thượng Hải, phát biểu dưới vai trò người sáng lập công ty Shanghai Jianyue Culture .
Ngày 15 tháng 1 năm 2021, Dương Siêu Việt được chọn vào "Danh sách toàn diện về trách nhiệm xã hội của các ngôi sao điện ảnh và truyền hình Trung Quốc năm 2020", xếp thứ 47; Ngày 2 tháng 2 giữ vai trò đại sứ quảng bá hình ảnh của " Biển Hoa Hà Lan" thu hút khách du lịch ở quê nhà Diêm Thành, Giang Tô.
Năm 2024, sau khi đóng vai chính trong Nếu bôn ba là định mệnh  và vai khách mời trong Mặc vũ vân gian , cô bắt đầu diễn kịch nói Xin chào, kẻ điên .

## Âm nhạc

### Đĩa đơn
Xem thêm: Tác phẩm âm nhạc của Rocket Girls 101 và tác phẩm âm nhạc của Nhóm nhạc nữ CH2
| Tên                   | Năm  | Thứ hạng cao nhất | Thứ hạng cao nhất | Album                                             |
| Tên                   | Năm  | CHN               | TWN               | Album                                             |
| Hát chính             |      |                   |                   |                                                   |
| Cùng đi theo tôi      | 2018 | –                 | –                 | Bài hát quảng cáo cho Nin Jiom Herbal Cough Syrup |
| Phao Phao Vũ          | 2018 | –                 | –                 | Bài hát quảng cáo cho bóng giặt Tide              |
| Chong Duck Chong Duck | 2018 | –                 | –                 | Bài hát chủ đề game mobile "Quang Minh Dũng Sĩ"   |
| O.O                   | 2019 | –                 | –                 | Lập Phong                                         |
| Hợp tác               |      |                   |                   |                                                   |
| Độc Dịch Tiền Lai     | 2018 | –                 | –                 | Bài hát quảng bá phim Venom tại Trung Quốc        |
| 101 nguyện vọng       | 2018 | –                 | –                 | 101 Nguyện Vọng                                   |
| Ha Ha Nông Phu        | 2019 | –                 | –                 | Bài hát chủ đề chương trình "Ha Ha Nông Phu"      |
| Mãi cho đến bình minh | 2020 | –                 | –                 | Bài hát phúc lợi công cộng chống dịch             |
| Một đồng làm việc tốt | 2020 | –                 | –                 | Bài hát tuyên truyền "99 ngày từ thiện"           |
| Nhạc phim             |      |                   |                   |                                                   |
| Chiêu Tài Tiến Bảo    | 2018 | –                 | –                 | Võ Lâm Quái Thú OST                               |
| Ngân Hà Hệ Disco      | 2019 | –                 | –                 | Phong Cuồng Đích Ngoại Tinh Nhân OST              |
| Never Stand Still     | 2019 | –                 | –                 | Cực Hạn 17: Vũ Nhĩ Đồng Hành OST                  |
| Tiểu Hồng Tượng       | 2020 | –                 | –                 | Em đến cùng mùa hè OST                            |
| Đồng Hành Bụi Đỏ      | 2022 |                   |                   | Luận Anh Hùng Ai Mới Là Anh Hùng OST              |

## Điện ảnh
Xem thêm: Phim truyền hình/web series của Rocket Girls 101 và Chương trình của Nhóm nhạc nữ CH2

### Phim truyền hình
| Năm  | Tựa đề                       | Tựa đề gốc         | Vai               | Ghi chú   | Kênh      |
| 2019 | Cực Hạn 17: Vũ Nhĩ Đồng Hành | 极限17：羽你同行   | Tiểu Na           | Vai chính | Mango TV  |
| 2020 | Tương Dạ 2                   | 将夜2              | Thiên Nữ          | Khách mời | Tencent   |
| 2020 | Thả thính Phượng Minh        | 且听凤鸣           | Phượng Vũ         | Vai chính | Tencent   |
| 2020 | Em đến cùng mùa hè           | 仲夏满天心         | Lạc Thiên Nhiên   | Vai chính | Tencent   |
| 2020 | Trường An Nặc                | 长安诺             | Đổng Nhược Huyên  | Vai phụ   | Mango TV  |
| 2021 | Thành phố lý tưởng           | 理想之城           | Đỗ Quyên          | Vai phụ   | IQIYI     |
| 2022 | Xứng danh anh hùng           | 说英雄谁是英雄     | Ôn Nhu            | Vai chính | Tencent   |
| 2022 | Nhà có chị em gái            | 家有姐妹           | Phương Hướng      |           | Dragon TV |
| 2023 | Trùng tử                     | 重紫               | Trùng Tử          | Vai chính | Tencent   |
| 2023 | Hôm nay phải cố lên          | 今日宜加油         | Ngô Trưởng Phòng  | Vai chính | IQIYI     |
| 2023 | Vi Vũ Yến song phi           | 微雨燕双飞         | Thái Hậu          | Vai chính | Youku     |
| 2023 | Khói lửa nhân gian của tôi   | 我的人间烟火       | Trạch Diễu        | Vai chính | Mango TV  |
| 2023 | Bảy kiếp may mắn             | 七时吉祥           | Vân Tường         | Vai chính | IQIYI     |
| 2024 | Nếu bôn ba là định mệnh      | 如果奔跑是我的人生 | Trần Nhược Hoa    | Vai chính | CCTV-8    |
| 2024 | Mặc vũ vân gian              | 墨雨云间           | Khương Lê bản gốc | Khách mời | Youku     |

### Điện ảnh
| Năm  | Tựa đề                     | Tựa đề gốc             | Vai          | Ghi chú       |
| 2021 | Cuộc sống mới của chúng ta | 我们的新生活之一路前行 | Trần Tịnh Vũ | Điện ảnh mạng |

## Chương trình truyền hình

### Tư cách khách mời
| Năm                                  | Kênh           | Tên chương trình                                                 | Tựa tên gốc                   | Tập                            | Ghi chú                  |
| Hoạt động cùng Hỏa tiễn Thiếu nữ 101 |                |                                                                  |                               |                                |                          |
| 2018                                 | Chiết Giang TV | Running Brothers mùa 2                                           |                               | Tập 13                         | Cả nhóm                  |
| 2018                                 | Tencent Video  | Minh Nhật Chi Tử 2                                               |                               | Tập 9                          | Cả nhóm                  |
| 2018                                 | Tencent Video  | Hoàng tử son môi                                                 |                               | Tập 2                          | Khách mời                |
| 2018                                 | Sohu Video     | Send a Hundred Girls Home 2                                      |                               | Tập 2                          | Khách mời                |
| 2018                                 | iQiyi          | Idol Hits                                                        |                               | Tập 8                          | Cả nhóm                  |
| 2018                                 | Tencent Video  | Đại Hội Thổ Tào                                                  |                               | Tập 2                          | Tham gia cùng Sunnee     |
| 2018                                 | Tencent Video  | YO! BANG                                                         |                               | Tập 6                          | Cả nhóm                  |
| 2019                                 | Tencent Video  | Tức Khắc Điện Âm                                                 |                               | Tập 1                          | Cả nhóm                  |
| 2019                                 | Hồ Nam TV      | Happy Camp                                                       |                               | Tập ngày 9/3                   | Khách mời                |
| 2019                                 | Tencent Video  | Kỷ lục bóng rổ                                                   |                               | Tập 1                          | Cả nhóm                  |
| 2019                                 | Tencent Video  | Sáng Tạo Doanh 2019                                              |                               | Tập 10                         | Cả nhóm                  |
| 2019                                 | An Huy TV      | Khoảng cách phi thường tĩnh lặng                                 |                               | Tập ngày 8/6                   | Khách mời                |
| 2019                                 | Hồ Nam TV      | Happy Camp                                                       |                               | Tập ngày 15/6                  | Tham gia cùng Mạnh Mỹ Kỳ |
| 2019                                 | Mango TV       | Crazy Magic 6                                                    |                               | Tập 1                          | Tham gia cùng Yamy       |
| 2019                                 | Tencent Video  | Minh Nhật Chi Tử Thủy Tinh Thời Đại                              |                               | Tập 10                         | Cả nhóm                  |
| 2019                                 | Tencent Video  | Chorus! 300                                                      |                               | Tập 3, 7                       | Cả nhóm                  |
| 2019                                 | Hồ Nam TV      | Happy Camp                                                       |                               | Tập ngày 5/10                  | Khách mời                |
| 2019                                 | iQiyi          | Kỳ Ba Thuyết 6                                                   |                               | Tập 3, 4                       | Khách mời                |
| 2019                                 | Tencent Video  | Cận Tam Thiên Khả Kiến                                           |                               | Tập 5                          | Cả nhóm                  |
| 2020                                 | Bắc Kinh TV    | Vạn Lý Trường Thành                                              | 了不起的长城                  | Tập 1, 5, 6                    | Khách mời                |
| 2020                                 | Dragon TV      | Thử Thách Cực Hạn 6                                              |                               | Tập 5                          | Khách mời                |
| 2020                                 | Tencent Video  | Chúng Ta Nhiệt Huyết                                             |                               | Tập 3 - 8                      | Cả nhóm                  |
| Hoạt động solo                       |                |                                                                  |                               |                                |                          |
| 2020                                 | Tencent Video  | Làm phiền nhé tủ lạnh                                            | 拜托了冰箱第六季              | Tập 9, 10                      | Khách mời                |
| 2020                                 | Dragon TV      | Thử Thách Cực Hạn - Bảo Tàng Hành                                | 极限挑战宝藏行                | Tập 1 - 5                      | Khách mời                |
| 2020                                 | Tencent Video  | Gagman Nghiêm Túc                                                | 认真的嘎嘎们                  | Tập 7                          | Khách mời                |
| 2020                                 | Tencent Video  | Mùa hè hoàn mỹ                                                   | 完美的夏天                    | Tập 1, 2                       | Khách mời                |
| 2020                                 | Mango TV       | Nhà hàng Trung Hoa 4                                             | 中餐厅第四季                  | Tập 8 - 12                     | Khách mời                |
| 2021                                 | Tencent Video  | Beauty Tiểu thư mùa 3                                            | Beauty小姐第三季              | Tập 9, 10                      | Khách mời                |
| 2021                                 | Mango TV       | Fresh Kitchen 100 mùa 2                                          | 鲜厨100第二季                 | Tập 6                          | Khách mời                |
| 2021                                 | Dragon TV      | Thử thách cực hạn 7                                              | 极限挑战第七季                | Tập 8 - 10                     | Khách mời                |
| 2021                                 | Dragon TV      | Thử thách cực hạn bảo tàng hành: Mùa công ích núi xanh nước biếc | 极限挑战宝藏行·绿水青山公益季 | Tập 1, 2                       | Khách mời                |
| 2021                                 | Tencent Video  | Hạ cánh thành đôi mùa 2                                          | 落地成双第二季                | Tập 3                          | Khách mời                |
| 2021                                 | Giang Tô TV    | Hương vị Bách gia                                                | 百姓的味道                    | Tập 5                          | Khách mời                |
| 2021                                 | Douyin         | Like! The talent show                                            | 点赞！达人秀                  | Tập 9 - 10                     | Khách mời                |
| 2021                                 | Youku          | Đây chính là trào lưu                                            | 这！就是潮流                  | Tập 4                          | Khách mời                |
| 2022                                 | Bắc Kinh TV    | Hẹn ước mùa đông                                                 | 冬梦之约第                    | Tập 5                          | Khách mời                |
| 2022                                 | Mango TV       | Xin chào thứ 7                                                   | 你好星期六                    | 11.06.2022                     | Khách mời                |
| 2023                                 | Dragon TV      | Thử Thách Cực Hạn - Bảo Tàng Hành 3                              | 极限挑战宝藏行·国家公园季     | Tập 3, 4                       | Khách mời                |
| 2023                                 | Tencent Video  | Mời bạn ăn cơm                                                   | 朋友请吃饭                    | Tập 3, 4                       | Khách mời                |
| 2023                                 | Mango TV       | Xin chào thứ 7                                                   | 你好星期六                    | Tập ngày 27.05.2023 29.07.2023 | Khách mời                |
| 2023                                 | Youku          | Cuối tuần của những người bạn tốt                                | 是好朋友的周末                | tập 9, 10                      | Khách mời                |
| 2023                                 | Dragon TV      | Tối nay mở mic                                                   | 今晚开放麦                    |                                | Khách mời                |
| 2023                                 | Dragon TV      | Sitcom! On air mùa 2                                             | 开播！情景喜剧第二季          |                                | Khách mời                |
| 2023                                 | Mango TV       | Bất ngờ gõ cửa                                                   | 惊喜来敲门                    |                                | Khách mời                |
| 2023                                 | Youku          | Super Smart                                                      | 超机智青年大会                |                                | Khách mời                |
| 2024                                 | Youku          |                                                                  | 是好朋友的周末第二季          |                                | Khách mời                |
| 2024                                 | Giang Tô TV    |                                                                  | 非来不可第二季                |                                | Khách mời                |
| 2024                                 | Youku          | Cục du lịch hộp mù                                               | 盲盒旅行局                    |                                | Khách mời                |

### Thành viên cố định
| Năm                                  | Kênh          | Tên chương trình                   | Tựa tên gốc        | Số tập        |
| Hoạt động cùng Hỏa tiễn Thiếu nữ 101 |               |                                    |                    |               |
| 2018                                 | Tencent Video | Sáng Tạo 101                       | 创造101            | 10            |
| 2018                                 | Tencent Video | Rocket Girl 101 Institute          |                    | 50            |
| 2018                                 | Tencent Video | Tín hiệu con tim                   | 心动的信号第一季   | 10            |
| 2018                                 | Tencent Video | Hội thao siêu sao                  | 超新星全运会第一季 | 4             |
| 2019                                 | Tencent Video | Tung hoành ngang dọc tuổi 20       |                    | 8             |
| 2019                                 | Mango TV      | Ha Ha Nông Phu                     | 哈哈农夫           | 10            |
| 2019                                 | Tencent Video | Tín hiệu con tim 2                 | 心动的信号第二季   | 10            |
| 2019                                 | Tencent Video | Hội thao siêu sao 2                |                    | 8             |
| 2020                                 | Tencent Video | Tung hoành ngang dọc 2             |                    | 11            |
| Hoạt động solo                       |               |                                    |                    |               |
| 2020                                 | Tencent Video | Tín hiệu con tim 3                 | 心动的信号第三季   | 10            |
| 2020                                 | Dragon TV     | Công ty thần kỳ ở nơi đâu          | 神奇公司在哪里     | ―             |
| 2020                                 | Tencent Video | Gặp em ở không gian song song      | 平行时空遇见你     | 10            |
| 2022                                 | Dragon TV     | Hài kịch tình huống                | 开播！情景喜剧     | 13            |
| 2022                                 | Dragon TV     | Thử thách cực hạn 8                | 极限挑战第八季     | 12            |
| 2022                                 | Tencent Video | Đăng nhập Viên Ngư Châu            | 登录圆鱼洲         | 10            |
| 2023                                 | iQiyi         | Chiến đấu tuyệt đẹp                | 漂亮的战斗         | 9 (Trừ tập 5) |
| 2023                                 | iQiyi         | Một triệu lời hẹn ước              | 100万个约定        |               |
| 2023                                 | Youku         | Đại hội thanh niên siêu thông minh | 超机智青年大会     |               |

## Kịch nói
| Ngày                | Nơi trình diễn | Tên               | Tên gốc                    | Ghi chú |
| ------------------- | -------------- | ----------------- | -------------------------- | ------- |
| 17 tháng 7 năm 2024 | Xiao Theater   | Xin chào, kẻ điên | 你好，疯子（杨超越青春版） |         |

## Quảng cáo và thời trang

### Hợp đồng quảng cáo
| Năm  | Sản phẩm                        | Thương hiệu             | Ghi chú                                                           |
| 2018 | Gậy phiên dịch tự động AI       | Cheetah Mobile          | Giám đốc Giấc mơ                                                  |
| 2018 | Thảo dược Trung Quốc            | Niệm Từ Am              | Hợp tác với các nhãn hàng ở Trung Quốc đại lục                    |
| 2018 | Game Mobile                     | Quang Minh Dũng Sĩ      | Người phát ngôn sản phẩm                                          |
| 2019 | Thức ăn nhanh                   | McDonald's              | Phát triển                                                        |
| 2019 | Game Mobile                     | Clash Royale            | Đại sứ năm mới                                                    |
| 2019 | Mỹ phẩm (kem dưỡng da)          | Clinique                | Đại sứ Clinique iD                                                |
| 2019 | Mỹ phẩm (dầu gội đầu)           | Dove                    | Đại sứ thương hiệu                                                |
| 2019 | Mỹ phẩm                         | AHC                     | Người phát ngôn thương hiệu toàn cầu                              |
| 2019 | Game Mobile                     | Westward Journey        | Người phát ngôn sản phẩm                                          |
| 2019 | Quần áo                         | Under Armour            | Đại sứ thương hiệu                                                |
| 2019 | Thức ăn (sữa chua)              | An Mộ Hi                | Người phát ngôn thương hiệu                                       |
| 2020 | Thức ăn (đồ ăn vặt)             | Lay's                   | Người phát ngôn thương hiệu                                       |
| 2020 | Mỹ phẩm (sản phẩm chăm sóc tóc) | Dr. Groot               | Người phát ngôn thương hiệu tại khu vực châu Á Thái Bình Dương    |
| 2020 | Mỹ phẩm (sữa tắm)               | ON: THE BODY SPA        | Người phát ngôn thương hiệu tại khu vực châu Á Thái Bình Dương    |
| 2020 | Mỹ phẩm                         | The Face Shop           | Đại diện phát ngôn thương hiệu tại khu vực châu Á Thái Bình Dương |
| 2020 | Xe hơi                          | MG                      | Người phát ngôn thương hiệu mới của MG5                           |
| 2020 | Mỹ phẩm                         | freeplus                | Người phát ngôn thương hiệu                                       |
| 2020 | Chụp ảnh                        | Naive Blue              | Người phát ngôn thương hiệu                                       |
| 2020 | Game                            | PUBG                    | Người phát ngôn thương hiệu                                       |
| 2021 | Đồ ăn nhanh                     | McDonald's              | Nàng tiên sắc đẹp                                                 |
| 2021 | App                             | TT Voice                | Người phát ngôn thương hiệu                                       |
| 2021 | Đồ uống                         | Trà khang sư phụ        | Người phát ngôn thương hiệu                                       |
| 2021 | Sữa chua                        | Changyi 100%            | Người phát ngôn thương hiệu                                       |
| 2021 | Game                            | BeAbettertown           | Giám đốc thương hiệu                                              |
| 2021 | Mua sắm                         | ELFSACK                 | Người phát ngôn thương hiệu                                       |
| 2021 | Lens                            | Horien                  | Người phát ngôn thương hiệu                                       |
| 2022 | Đồ ăn vặt                       | Zhouheiya               | Người phát ngôn thương hiệu                                       |
| 2022 | Sữa chua                        | Changyi 100%            | Người phát ngôn thương hiệu                                       |
| 2022 | App                             | Kugou Music             | Ca sĩ Al đầu tiên của Kugou music                                 |
| 2022 | Điều hòa                        | Panasonic               | Người phát ngôn mới của thương hiệu                               |
| 2023 | Game                            | Battle of Balls         | Người phát ngôn thương hiệu                                       |
| 2023 | App                             | Quark                   | Người phát ngôn thương hiệu                                       |
| 2023 | Điều hòa                        | Panasonic               | Người phát ngôn thương hiệu                                       |
| 2023 | Mỹ phẩm                         | L'oreal Paris           | Người phát ngôn sức sống                                          |
| 2023 | Game                            | Đấu địa chủ             | Người phát ngôn thương hiệu                                       |
| 2023 | Game                            | The legend of Neverland | Người phát ngôn thương hiệu                                       |
| 2023 | Kính                            | PRSR                    | Người phát ngôn thương hiệu                                       |
| 2023 | Nhuộm tóc                       | Schawarzkopf            | Người phát ngôn trào lưu sắc màu                                  |
| 2023 | Sữa chua                        | Changyi 100%            | Người phát ngôn thương hiệu                                       |

#### Tạp chí
| Tên tạp chí                  | Thời gian phát hành              | Chú thích            |
| ---------------------------- | -------------------------------- | -------------------- |
| China News Weekly            | Số đặc biệt cuối năm 2018        | Tạp chí quốc gia     |
| Nhân vật                     | Gương mặt của năm 2018 (1/2019), | Tạp chí quốc gia     |
| Nylon nylon                  | 1/2019                           | Tuyến hai bên nữ     |
| Happer's Bazaar Men          | 2/2019                           | Ngũ đại nam          |
| Nam đô                       | 4/2019                           |                      |
| Lifestyle                    | 6/2019                           | Tuyến ba bên nữ      |
| Tuần báo thanh niên Bắc Kinh | Số 32, 2020                      |                      |
| ICON-F                       | 9/2020                           |                      |
| SuperELLE                    | 9/2020                           | Phụ bản ngũ đại nữ   |
| OK!                          | 10/2020                          | Tuyến hai bên nữ     |
| L'officiel                   | 7/2021                           | Cận tuyến một bên nữ |
| Lifestyle                    | 9/2021                           | Tuyến ba bên nữ      |

## Hoạt đông xã hội
| Năm  | Nội dung                                                                                            |
| ---- | --------------------------------------------------------------------------------------------------- |
| 2018 | Nhân vật nghệ sĩ có ảnh hưởng của năm 2018                                                          |
| 2018 | Tham gia chiến dịch xóa đói giảm nghèo Tinh quang của kênh CCTV6                                    |
| 2019 | Đại sứ chính thức của giải vô địch bóng rổ thế giới                                                 |
| 2019 | Ngôi sao tình nguyện viên Tổ chức quốc tế về bảo tồn thiên nhiên WWF                                |
| 2019 | Đại sứ quảng bá dự án Sưởi ấm trái tim của Quỹ tài trợ phụ nữ và trẻ em tỉnh CG                     |
| 2020 | 99 ngày từ thiện tỏa sáng với những việc làm tốt đẹp                                                |
| 2020 | Đại sứ hình ảnh weibo wegl                                                                          |
| 2021 | Đại sứ quảng bá du lịch biển hoa Hà Lan từ Đại Phong, Giang Tô                                      |
| 2021 | Đại sứ hỗ trợ thanh niên vận động chèo thuyền TQ, người chỉ huy danh dự của thể thao chèo thuyền TQ |
| 2021 | Nhân viên quảng bá Ngôi sao công ích của Hội nghị đa dạng sinh học LHQ                              |
| 2022 | Ngôi sao phúc lợi công cộng "Dự án ấm lòng yêu thương nông dân" của Quỹ phúc lợi xã hội TQ          |
| 2023 | Tiên phong từ thiện phong vật toàn cầu                                                              |
| 2023 | Người bảo vệ nước biếc núi xanh                                                                     |

## Giải thưởng và đề cử
| Năm                                            | Lễ trao giải                                     | Giải thưởng                              | Đề cử cho                        | Chú thích                  |
| 2018                                           | Fresh Asia Music 2018                            | Nhóm nhạc được hoan nghênh nhất          |                                  | Cùng Hỏa tiễn Thiếu nữ 101 |
| 2018                                           | Bảng xếp hạng Ca khúc tiếng Hoa Toàn cầu         | Nhóm nhạc được hoan nghênh nhất          |                                  | Cùng Hỏa tiễn Thiếu nữ 101 |
| 2018                                           | Ảnh Hưởng Trung Quốc 2018                        | Nhân vật nghệ sĩ của năm 2018            |                                  | Giải thưởng cá nhân        |
| 2018                                           | Tinh Quang Thịnh Điển 2018                       | Nhóm nhạc của năm                        |                                  | Cùng Hỏa tiễn Thiếu nữ 101 |
| 2018                                           | Tinh Quang Thịnh Điển 2018                       | MV được hoan nghênh nhất năm             |                                  | Cùng Hỏa tiễn Thiếu nữ 101 |
| 2018                                           | Tinh Quang Thịnh Điển 2018                       | Nghệ sĩ mới của năm (Mảng show giải trí) |                                  | Giải thưởng cá nhân        |
| 2019                                           | Liên hoan phim và truyền hình quốc tế Thượng Hải | Phim truyền hình mạng xuất sắc hàng năm  | Cực hạn 17                       | Đề cử                      |
| 2020                                           | Video Tencent All Star Awards                    | Diễn viên tiềm năng của năm              | Giải thưởng cá nhân              |                            |
| 2022                                           | Weibo TV & Internet Video Summit 2022            | Diễn viên mới của năm                    | Luận anh hùng ai mới kà anh hùng | Giải thưởng cá nhân        |
| 2023                                           |                                                  |                                          |                                  |                            |
| Phim truyền hình Trung Quốc chất lượng         | Ngôi sao truyền hình đang lên                    | Nhà có chị em gái                        | Giải thưởng cá nhân              |                            |
| Cột mốc TV và âm thanh thời đại của Quảng điện | Phim truyền hình trực tuyến xuất sắc của năm     | Bảy kiếp may mắn                         |                                  |                            |
| Weibo TV & Internet Video Summit 2023          | Diễn viên tiềm năng của năm                      | Bảy kiếp may mắn                         | Giải thưởng cá nhân              |                            |
| 2024                                           | Đêm thét gào iQIYI 2024                          | Mười diễn viên hàng đầu của năm          |                                  | Giải thưởng cá nhân        |

### Bình luận
1. ↑  Biệt danh của Dương Siêu Việt (tên bé) được nhiều thành viên trong gia đình hoặc người lớn tuổi sử dụng.
2. ↑  Viết tắt từ bính âm tiếng Trung của tên nghệ sĩ

### Văn Kiện
1. ↑  风云 (2019). ""饭圈缩写"到底对汉语有没有影响?". Shenzhen Youth. Số 4. tr. 50. ISSN 1006-219X.
2. ↑  TEENS (ngày 22 tháng 9 năm 2018). "Rise of web slang" [00后"黑话"：你了解多少？]. 21世纪学生英文报高中版（高三）. Số 657. 21世纪英文报. Truy cập ngày 4 tháng 3 năm 2020. Black talk uses acronyms based on pinyin that has gone viral on social media. For example, post-00s internet users like to use "ycy" instead of the full name of Yang Chaoyue, a member of the hit Chinese talent show Produce 101
3. ↑  徐宁. "听！王菊和杨超越的真心话" (bằng tiếng Trung). Shanghai Morning Post. tr. A11.